# Tamara Bunke

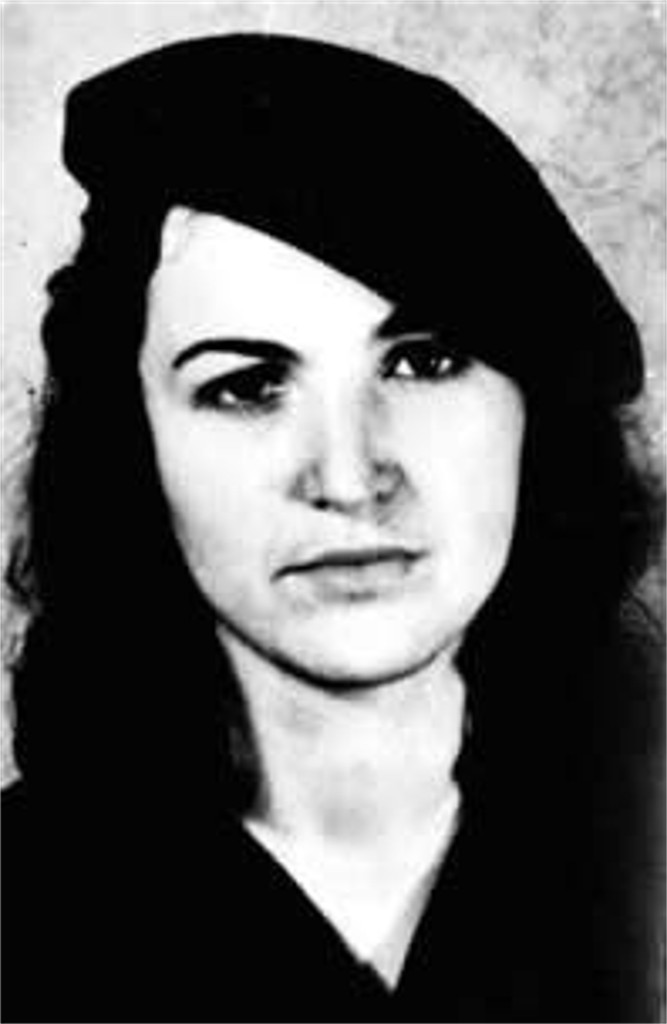
Tamara Bunke w 1962 roku, ubrana w beret nowo utworzonej Kubańskiej Milicji Ludowej

Tamara Bunke, właśc. Haydée Tamara Bunke Bider (ur. 19 listopada 1937 w Buenos Aires, zm. 31 sierpnia 1967 w Vado del Yeso) – argentyńska partyzantka komunistyczna pochodzenia niemieckiego, bliska współpracowniczka Che Guevary z czasów jego walk w Boliwii.

## Życiorys
Jej rodzice byli niemieckimi komunistami. W 1935 roku wyemigrowali do Argentyny z powodu nazistowskich represji wobec partii lewicowych. W 1952 roku wrócili do NRD. Wstąpiła wtedy do FDJ, a następnie do SED. Studiowała na uniwersytecie w Berlinie. W 1960 roku poznała Che Guevarę w trakcie jego wizyty we wschodnich Niemczech. W 1961 roku przybyła na Kubę i otrzymała pracę w Ministerstwie Oświaty. W 1962 roku brała udział w partyzantce na terenie Nikaragui. W listopadzie 1964 roku przybyła do Boliwii i wstąpiła na wydział farmacji uniwersytetu w La Paz. Odegrała poważną rolę w organizowaniu siatki partyzanckiej na terenie Boliwii. Od marca 1967 roku służyła w oddziale Guevary, następnie w grupie Joaquina. W ostatnich tygodniach walk cierpiała na silną depresję psychiczną.

## Śmierć
O 17:20, kolumna partyzancka, dowodzona przez Joaquina, w której służyła Tamara, została zaatakowana podczas przekraczania Rio Grande w Vado del Yeso. Tania została postrzelona w ramię i w płuca. Jej ciało zostało wyłowione z rzeki przez boliwijskich żołnierzy. 6 września, zwłoki Tani i pozostały poległych zostały pokazane prezydentowi Boliwii, Barrientosowi. Początkowo chciał pochować zwłoki partyzantów w nieznanym nikomu miejscu, jednak miejscowe kobiety chciały, aby Tania miała chrześcijański pogrzeb.
Po jej śmierci, Fidel Castro ogłosił ją bohaterką rewolucji kubańskiej.